# Хайтаун
Хайтаун (англ. Hightown) — деревня в Уэст-Йоркшире, Англия. Деревня знаменита тем, что в ней жила семья Бронте, прежде чем переехать в Хоэрт.